# Si No Estás
"Si No Estás" is een nummer van de Spaanse muzikant Íñigo Quintero, uitgebracht als zijn debuutsingle op 23 september 2022 via Acqustic. Het is Quintero's doorbraaksingle, die hij zelf schreef. De single werd nummer één in Spanje, Oostenrijk, Frankrijk, Duitsland, Luxemburg, Nederland, Noorwegen, Zweden en Zwitserland. Het kwam bovendien in de top 10 in België en Italië en in de Billboard Global 200 terecht, en bereikte de top 40 in Denemarken en Finland.
In 2023 werd het nummer opnieuw uitgebracht doordat het toen viraal ging op de app TikTok in Spanje, kort daarna zou het nummer zich uitbreiden naar Latijns-Amerikaanse TikTok, waar het enorm in populariteit steeg en de top tien bereikte in Argentinië, Bolivia, Ecuador en Peru. Daarna bereikte "Si No Estás" ook nog verschillende Europese hitlijsten.